# Sidney Olcott
Sidney Olcott, né le 20 septembre 1872, à Toronto (Canada), et mort le 16 décembre 1949 à Hollywood (États-Unis), est un pionnier du cinéma américain : acteur, réalisateur, scénariste et producteur. On lui doit le premier Ben-Hur (1907); le premier film de fiction tourné en Irlande The Lad from Old Ireland (1910) ; l'un des tout premiers longs métrages américains From the Manger to the Cross (1912), la seule Passion du Christ filmée en Égypte et en Palestine.
Il met en scène Mary Pickford, Marguerite Clark, George Arliss, Marion Davies, Norma Talmadge, Gloria Swanson, Rudolph Valentino, Pola Negri, Jetta Goudal, Richard Barthelmess, Norman Kerry...

## Biographie

### Acteur de théâtre
Né à Toronto (Canada), Sidney Olcott émigre aux États-Unis en 1903. Acteur de théâtre, il est à l'affiche de pièces comme From the Rag to the Riches (1904), Billy the Kid (1906) avec Joseph Santley, la star-enfant en vedette.
Parallèlement, Sidney Olcott travaille comme acteur de cinéma à l'American Mutoscope and Biograph Company. Son premier film est une bande comique Wanted : a Dog (1905). Il joue aussi dans 2 A. M. in the Subway dont une copie figure au catalogue de la Bibliothèque du Congrès.

### Les années Kalem

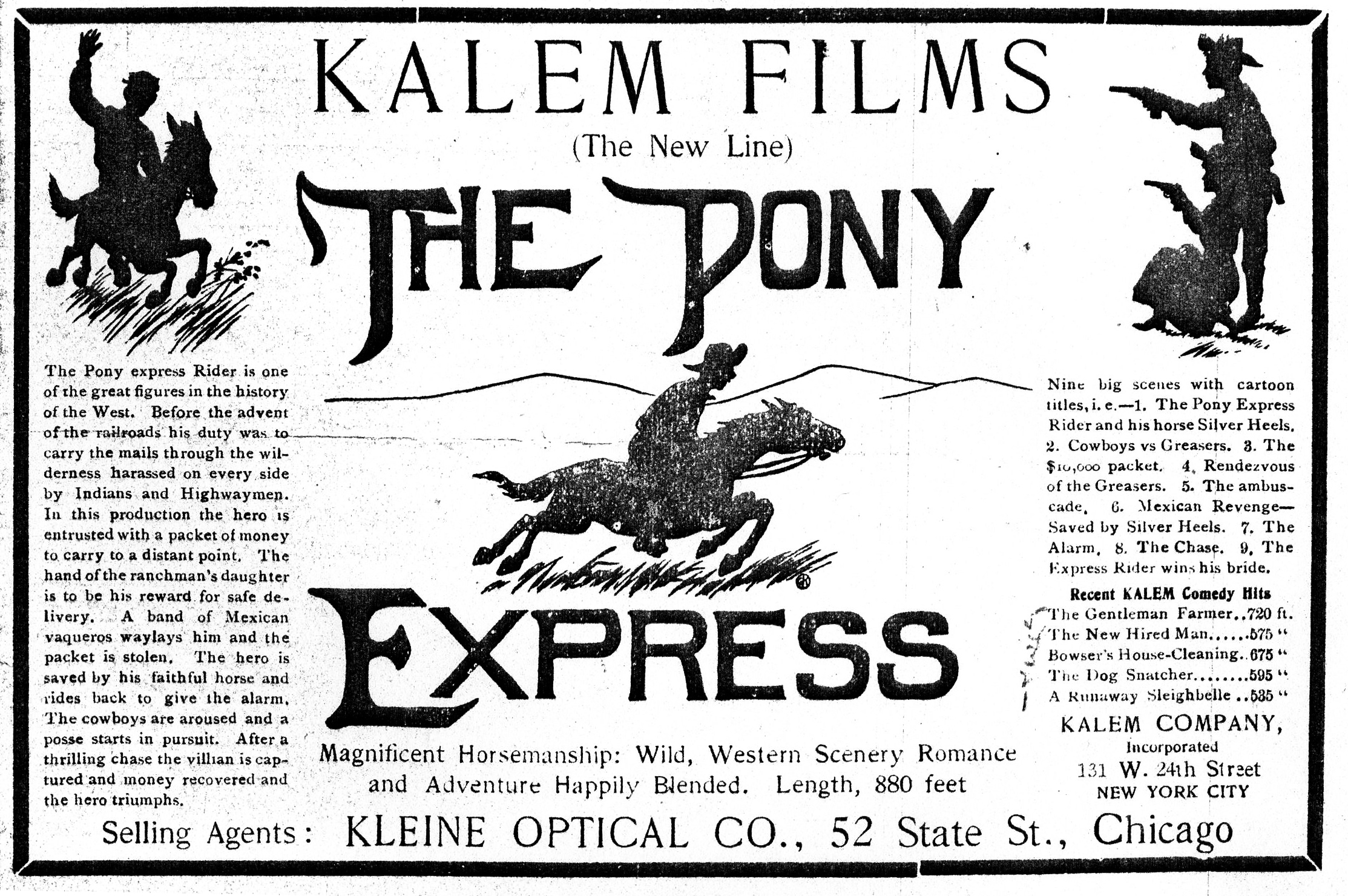
The Pony Express, le premier film réalisé par Sidney Olcott

En 1907, il rejoint la Kalem nouvellement créée par George Kleine, Samuel Long et Frank J. Marion et dont les initiales K-L-M fournissent le nom de la compagnie. Olcott devient producteur, réalisateur et acteur de la firme. Il est à l'affiche d'un des tout premiers films de la compagnie dont l'emblème est un soleil éclatant : The Pony Express avec à ses côtés Joseph Santley, son frère Fred Santley et Robert G. Vignola qui resteront ses amis pour la vie.
Olcott tourne un film par semaine. Comme Kalem n'a pu investir dans un studio permanent, il filme en décor naturel dans les rues de New York mais surtout de l'autre côté du l'Hudson, à Fort Lee New Jersey, qui deviendra la première grande capitale du cinéma américain.

### Réalisateur du premierBen-Hur

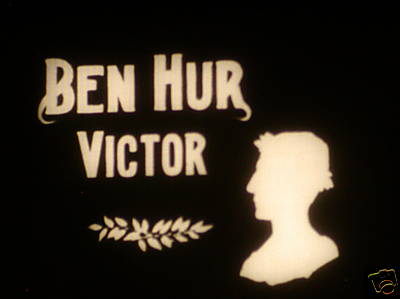
Carton inter-titre de Ben-Hur

Parmi les films tournés par Sidney Olcott en 1907, on trouve The Sea Wolf, tiré du roman de Jack London ; Nathan Hale, le premier espion des États-Unis d'Amérique ; The Redman's Way, un western avec des Indiens…
On doit aussi à Olcott le premier Ben Hur.
Durant l'hiver 1908-1909, Sidney Olcott s'installe à Jacksonville (Floride), la plus grande ville de l'État. Ici, contrairement à New York, le froid n'empêche pas les tournages. La lumière est abondante et les loyers ne sont pas chers. Le Canadien inaugure une nouvelle organisation professionnelle au cinéma: la troupe. Comme au théâtre, il engage acteurs et techniciens pour une saison. Parmi eux Gene Gauntier, baptisée la Kalem Girl, l'actrice vedette la compagnie qui est aussi la scénariste, les acteurs Kenean Buel, futur réalisateur, James Vincent...
Olcott tourne une série de films sur la guerre de Sécession, d'un point de vue sudiste, d'histoires de petits blancs du Sud, de la Floride espagnole et des westerns avec des Indiens Seminoles... Parmi les premiers films : A Florida Feud, The Octoroon, The Seminole's Vengeance.

### La balade irlandaise

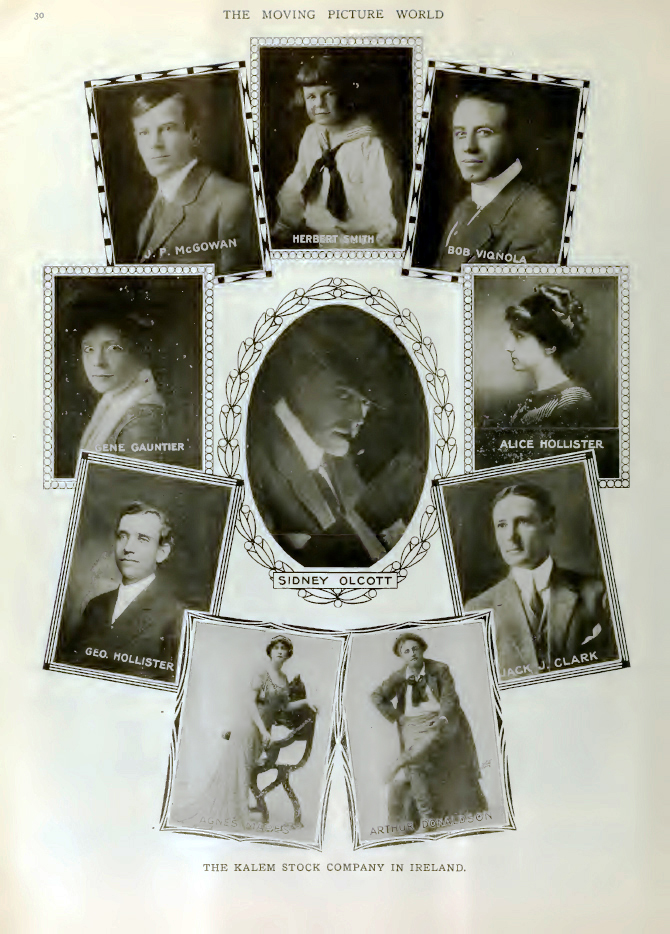
La troupe irlandaise de Kalem

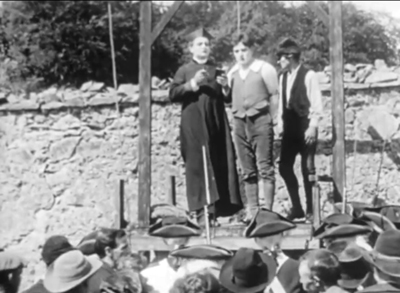
Rory O'Mores

À l'été 1910, Sidney Olcott est envoyé par Frank J. Marion en Europe, pour faire le premier film américain jamais tourné entre deux continents. Il est accompagné de Gene Gauntier et George K. Hollister, le cameraman. En Irlande, il tourne The Lad from Old Ireland et The Irish Honeymoon. Le trio se rend ensuite en Allemagne pour y tourner The Little Spreewald Maiden.
Automne à Fort Lee, New Jersey, hiver à Jacksonville, Floride puis l'été en Irlande avec une troupe complète composée des acteurs Gene Gauntier, Alice Hollister, la femme de George, Agnes Mapes, Anna Clark et son fils Jack J. Clark, Robert G. Vignola, J. P. McGowan, Arthur Donaldson, de George K. Hollister, le cameraman et Allen Farnham, le décorateur. L'équipe s'installe à Beaufort, près de Killarney dans le comté de Kerry. Olcott tourne cet été-là treize films. Des films à costumes : Rory O'Mores, O'Neill, La Colleen Bawn et Un patriote irlandais tirés de pièces de Dion Boucicault, deux films de trois bobines, les tout premiers de Kalem et du cinéma américain. Les autres films « irlandais » de cet été 1911 sont des histoires contemporaines sur fond d'émigration vers les États-Unis : The Fishermaid of Ballydavid, Sa mère, Far from Erin's Isle...

### Une épopée en Égypte et en Palestine

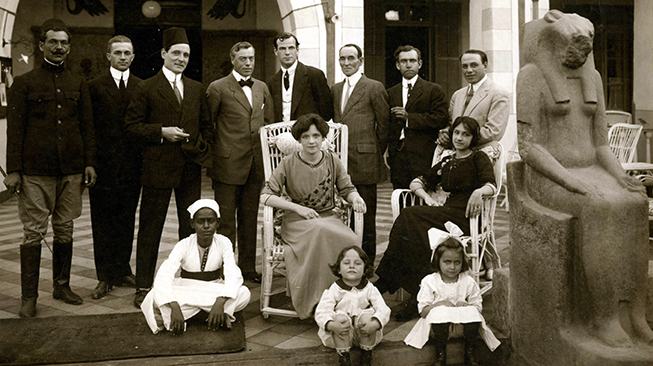
La troupe des O'Kalems au Louxor Hotel en Égypte

De retour aux États-Unis, Sidney Olcott a à peine le temps de défaire ses malles qu'il reçoit un télégramme de Frank J. Marion lui demandant de préparer une expédition pour l'Égypte et la Palestine. Le 2 décembre, les O'Kalems, comme les ont baptisés les journaux professionnels après l'épopée irlandaise, embarquent à New York, à bord du paquebot SS Adriatic de la White Star Line à destination de Naples (Italie). Ils font escale à l'île de Madère (Portugal), Gibraltar (Royaume-Uni), Alger (Algérie), Gènes (Italie). À chaque fois Olcott et Hollister en profitent pour tourner un documentaire mettant en scène les membres de la troupe visitant les beautés locales.
À Naples, l'équipe embarque peu avant Noël à bord du Prinz Heinrich de la North German Lloyd en direction d'Alexandrie en Égypte qui est atteinte en trois jours. Olcott et les siens s'installent quelques jours au Caire avant de rejoindre en train Louxor pour tourner une série de films de une ou trois bobines. Des histoires sentimentales mettant en scène des Occidentales enlevées par des bandits bédouins: Une tragédie du désert, Winning a Widow, Captured by Bedouins, Down Through the Ages...

### La Passion du Christ tournéein situ

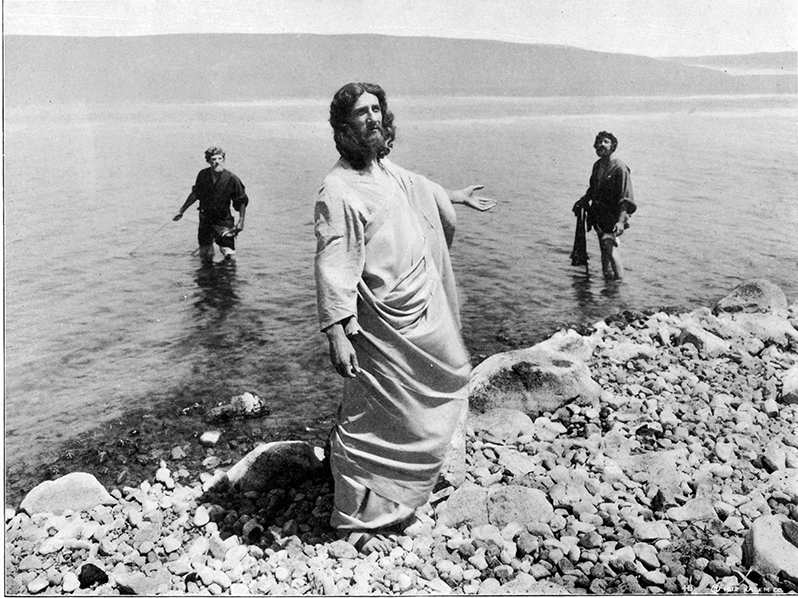
De la Crèche à la Croix, le Christ recrute ses Apôtres au lac de Tibériade

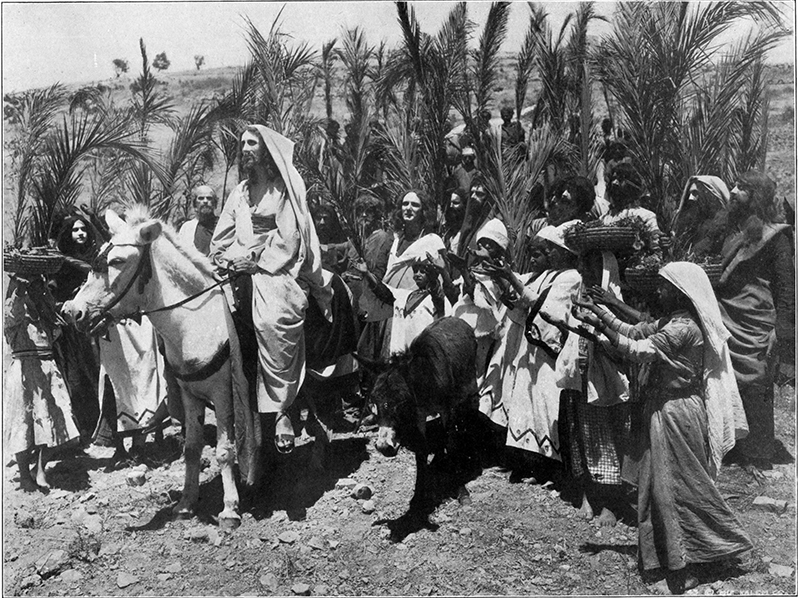
De la Crèche à la Croix, tourné en Égypte et en Palestine

Mais la grande affaire de l'expédition est De la Crèche à la Croix (From the Manger to the Cross), la vie et la mort du Christ tourné sur les lieux mêmes décrits dans les Évangiles. Devant les pyramides de Guizeh, a été filmée la fuite en Égypte. Le 2 avril, depuis Port Saïd, les faiseurs de films gagnent Jaffa en bateau puis Jérusalem en train. Ils s'installent à l'hôtel Fast, Jaffa Road entre la porte de Jaffa et la porte Neuve.
Fidèle à sa méthode, Sidney Olcott privilégie les décors naturels. Mais pour les scènes d'intérieur, il a besoin d'un studio. Il l'installe de l'autre côté de la Jaffa Road sur un terrain qui s'appuie sur les murs de la vieille ville. Le studio est dominé par le couvent des Fiancées de Jésus.
Olcott et Hollister profitent de la semaine de Pâques pour filmer les différentes cérémonies à Jérusalem.
C'est Gene Gauntier qui a écrit le scénario mais Olcott va s'inspirer des aquarelles du peintre français James Tissot qui illustrent sa célèbre Bible, devenant ainsi sans doute le premier story board de l'histoire du cinéma.
Le 12 avril, Olcott traverse la Méditerranée et l'Europe centrale pour gagner Londres et embaucher l'acteur qui interprétera Jésus-Christ. Il choisit un acteur shakespearien Robert Henderson-Bland, qui n'a jamais fait de cinéma. Ce dernier refuse dans un premier temps mais se laisse convaincre par la force de persuasion et l'enthousiasme d'Olcott.
À Londres, Olcott a complété sa distribution en embauchant une demi-douzaine d'acteurs britanniques dont Percy Dyer qui jouera Jésus enfant. « Il avait 16 ans mais en paraissait 12 », dit le réalisateur

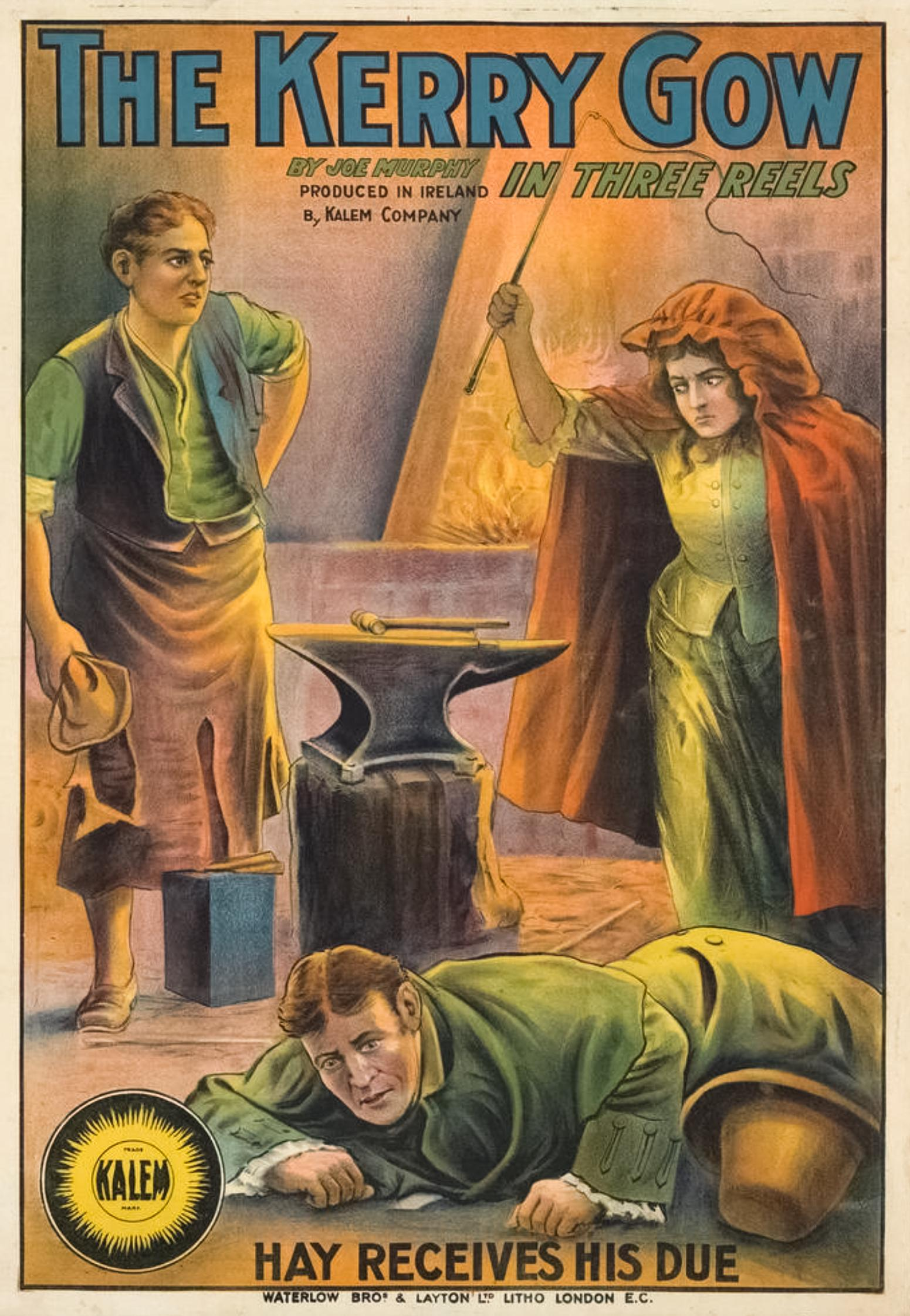
The Kerry Gow

Sidney Olcott est de retour à Jérusalem avec ses nouvelles recrues moins de trois semaines après son départ. Le studio est terminé. Hollister plante sa caméra à Bethléem, Nazareth, au lac de Tibériade, à Jéricho, à la tombe de Lazare et dans tous les lieux bibliques de la ville sainte : la porte des Lions, le mont des Oliviers, le jardin de Gethsémani, Via Dolorosa... Le tournage est éprouvant. Il fait chaud. Tout est en boite fin mai. Et pourtant il n'est pas question de rentrer à la maison.
Les O'Kalems rejoignent Jaffa, embarquent pour Port-Saïd, gagnent Alexandrie, embarquent pour Trieste puis traversent l'Europe centrale en train jusqu'à Hook aux Pays-Bas. Traversée de la mer du Nord jusqu'à Londres puis, après quelques jours de repos dans la capitale britannique, direction l'Irlande. Les O'Kalems retrouvent leurs habitudes à Beaufort.
Manque à l'appel, Gene Gauntier qui embarque le 22 juin à bord du SS Mauritania à Liverpool pour les États-Unis. Elle emporte avec elle les deux dernières bobines de De la crèche à la croix.
À Beaufort, Olcott va diriger sept films, dont deux trois-bobines : The Kerry Gow et The Shaughraun, d'après une pièce de Dion Boucicault.

### Un des premiers longs-métrages
Le 12 octobre le SS Adriatric de la White Star jette les amarres au port de New York. À son bord les O'Kalems qui ont passé 315 jours loin de chez eux. Sidney Olcott et Gene Gauntier arrivent à temps pour assister à l'avant-première de De la Crèche à la Croix, donnée le 14 octobre à l’auditorium des magasins Wanamaker, 770 Broadway, à New York. Frank J. Marion a invité des religieux pour désamorcer une polémique qui monte : a-t-on le droit de faire un film sur la vie du Christ ? Le film ne sera pas censuré aux États-Unis mais il va changer les modes d'exploitation au cinéma. Long de cinq bobines, c'est un des tout premiers longs-métrages américains, il ouvre la porte à des sujets longs et sérieux capables d'attirer un public plus « bourgeois » dans les salles obscures.

### Olcott démissionne de Kalem
En fait Sidney Olcott va rester à l'écart de l'exploitation du film. Il a démissionné de Kalem. Alors qu'il était en Irlande il a reçu une lettre de Frank J. Marion qui lui expose les conditions de son nouveau contrat. Parlant de menaces de procès gouvernementaux, d'une concurrence croissante et d'un probable chute des ventes, il propose à Olcott de baisser son salaire hebdomadaire de 200 $ à 150 $. Marion ajoute qu'il l'aidera à se mettre à son compte s'il le désire.
La troupe des O'Kalems éclate. Gene Gauntier démissionne à son tour ainsi que Jack J. Clark, qu'elle a épousé à Jérusalem, et Allen Farnham.
Vignola, McGowan, les Hollister restent chez Kalem.

### Gene Gauntier Feature Players

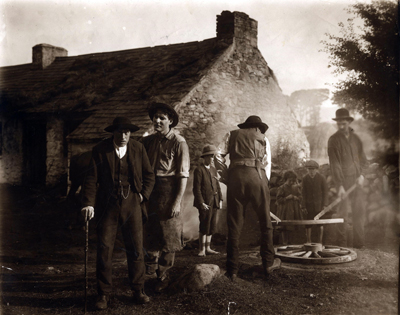
Come Back to Erin

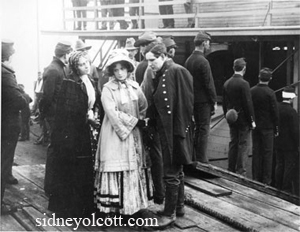
A Daughter of Confederacy, le premier film produit par Gene Gauntier Feature Players

Le 2 décembre 1912, la presse professionnelle annonce la création d'une nouvelle maison de production : Gene Gauntier Feature Players. Elle a établi ses quartiers 515, 54th Street West, à New York Sidney Olcott et Gene Gauntier reproduisent ce qu'ils ont expérimenté chez kalem : hiver à Jacksonville, Floride; printemps et automne à New York; été en Irlande...
Le premier film estampillé GGFP est A Daughter of the Confederacy, une histoire de la guerre de Sécession, tournée à Jacksonville. Un trois-bobines qui devient le standard de la compagnie. Parmi les autres films : The Mystery of Pine Creek Camp, When Men Hate, tournés en Floride; For Ireland's Sake, Come Back to Erin, deux films dont il subsiste des bobines, et The Eye of the Government, tournés en Irlande... Jack J. Clark en est l'acteur principal, Gene Gauntier, l'actrice principale et la scénariste. Les films sont distribués par Warner's Features.

### Gene Gauntier et Sidney Olcott divorcent

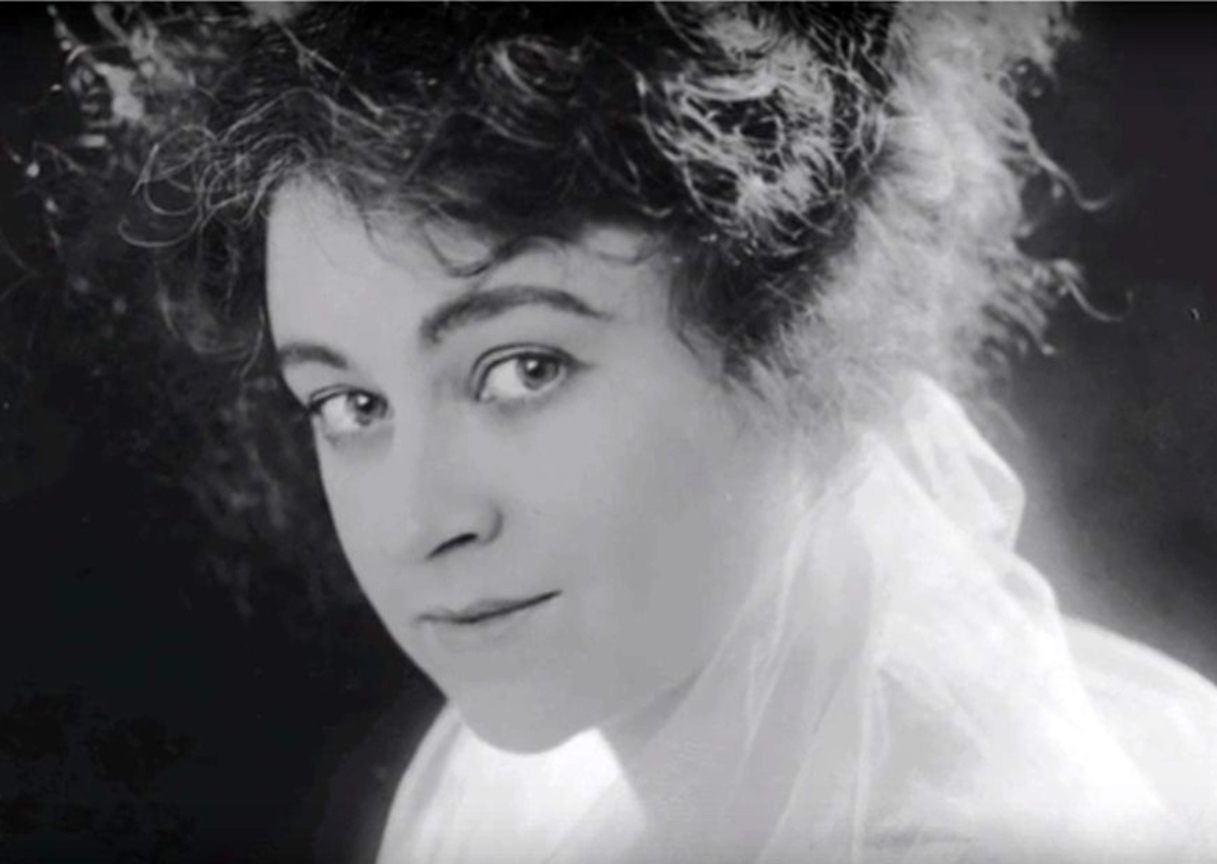
Valentine Grant.

En 1914, la donne change une nouvelle fois. Sidney Olcott ne fait plus partie de GGFP. Il a créé sa propre société: Sid Olcott International Features. Après huit ans de collaboration fructueuse, de complicité, d'aventures partagées, de galères, de grandes joies... le divorce est consommé sans qu'on en connaisse les raisons. Ainsi se termine une dualité artistique quasiment unique dans l'histoire du cinéma.
Olcott a d'abord besoin d'une actrice vedette. Il la croise dans un théâtre new-yorkais par hasard. Valentine Grant est chanteuse classique. Elle est neuf ans plus jeune que lui. Il l'aborde en lui demandant si elle veut faire du cinéma. Son charme, sa force de persuasion opèrent à nouveau. Valentine Grant craque et devient la vedette des films produits par Olcott avant de... l'épouser.
When Men Would Kill en est le premier, tourné à Jacksonville, en Floride et à New York. D'autres suivent notamment l'été en Irlande, toujours à Beaufort, County Kerry : All for Old Ireland, Bold Emmett, Ireland's Martyr dont une copie subsiste et The Irish in America...

### Les années studios
En 1915, Sidney Olcott rejoint Famous Players Lasky. Il y tourne des films toujours avec Valentine Grant : The Innocent Lie (1916), The Daughter of MacGregor (1916); avec Marguerite Clark dans The Seven Sisters (1915); Mary Pickford dans Madame Butterfly (1915) et Peppina (1916)...
Dans les années 1920 on retrouve son nom dans des productions comme La Déesse rouge (The Green Goddess) (1923) avec George Arliss et Patricia (The Little Old New York) (1923) avec Marion Davies.
En 1924, c'est Norma Talmadge qu'il dirige dans Son œuvre. La même année, il signe un contrat avec Paramount. Il met en scène Gloria Swanson dans Les Loups de Montmartre puis Rudolph Valentino qui fait son retour au cinéma après deux ans d'absence dans Monsieur Beaucaire.
En 1925, il adapte Salome of the Tenements tiré du roman éponyme de Anzia Yezierska avec Jetta Goudal. Il dirige aussi  Pola Negri dans La Charmeuse.
En 1926, il part chez First National Pictures et dirige Richard Barthelmess, à trois reprises dans : Ranson's Folly, Un gentleman amateur et Sous le regard d'Allah.
The Claw (1927), produit par Universal Pictures est le dernier film de Sidney Olcott.
En 1928, il part en Grande-Bretagne. Il a signé un contrat avec British Lion pour tourner dans les nouveaux studios d'Elstree. Il doit réaliser The Ringer, l'adaptation d'une pièce d'Edgar Wallace. En désaccord avec la production, Olcott rompt son contrat et obtient des dommages et intérêts auprès des tribunaux britanniques
L'avènement du cinéma parlant en 1927, le fera plonger dans l'oubli[réf. souhaitée].

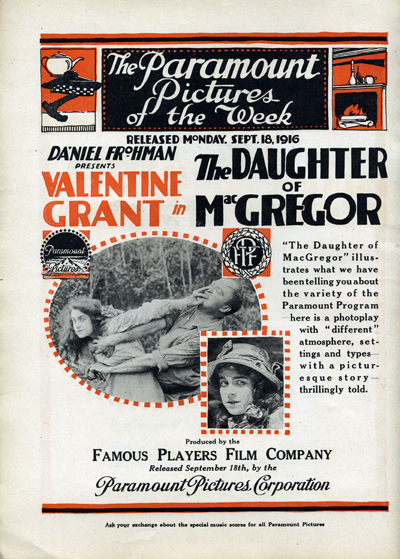
The Daughter of MacGregor
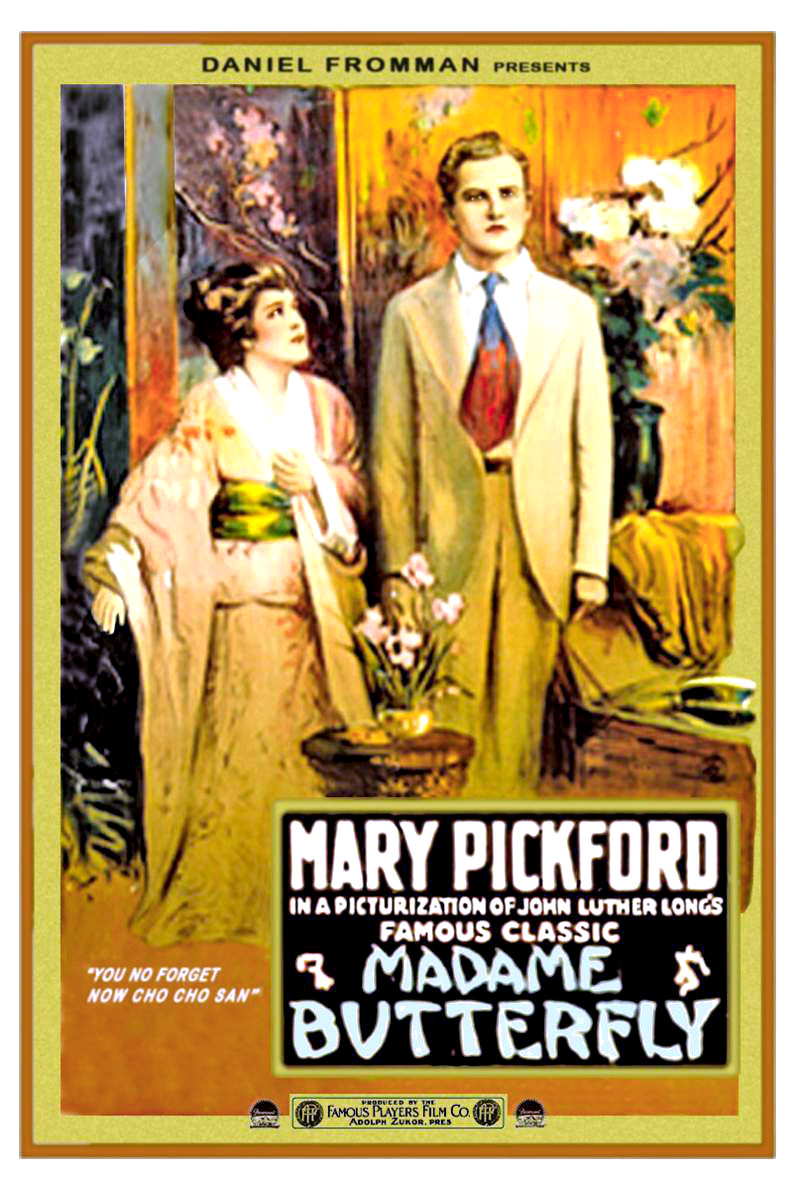
Madame Butterfly
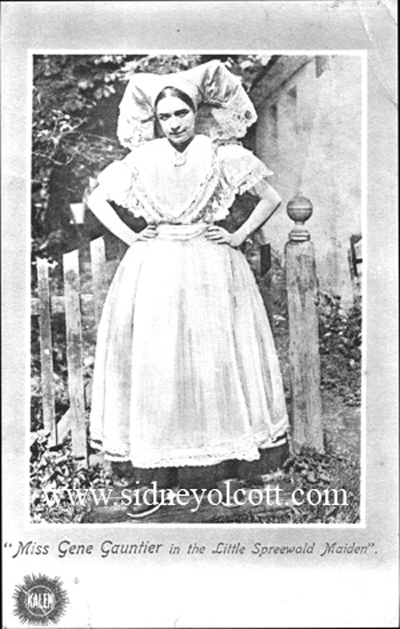
The Little Spreewald Maiden
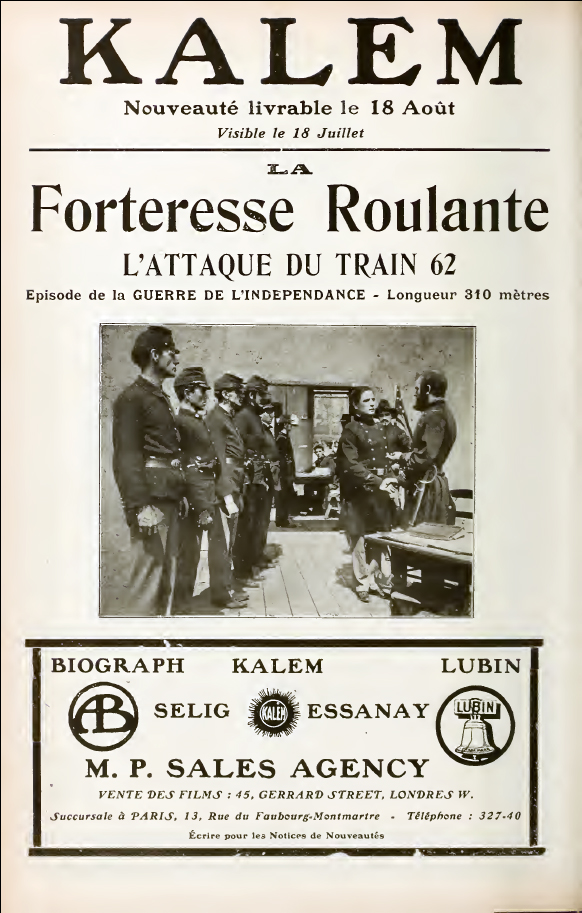
La Forteresse roulante
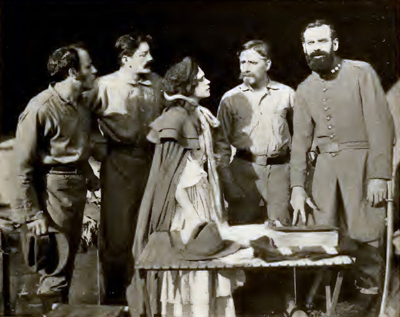
Special Messenger

## Filmographie

### Comme réalisateur
- 1907
  - The Pony Express
  - The Days of '61
  - Ben-Hur

- 1908
  - Way Down East
  - David et Goliath

- 1909
  - Florida Crackers
  - The Law of the Mountains
  - The Old Soldier's Story
  - The Escape From Andersonville
  - The Tom-Boy
  - Tickle Mary
  - The Factory Girl
  - Traced by a Kodak
  - Out of Work
  - The Queen of the Quarry
  - The Conspirators
  - The Pay Car
  - Hiram's Bride
  - A Story of a Rose
  - Winning a Dinner
  - The Winning Boat
  - The Mystery of the Sleeper Trunk
  - The Hand Organ
  - The Man and the Girl
  - A Brother's Wrong
  - The Girl Scout
  - The Cattle Thieves
  - Dora
  - Pale Face's Wooing
  - The Governor's Daughter
  - The Geisha Who Saved Japan
  - The Law of the Mountains
  - A Slave to Drink

- 1910
  - The Deacon's Daughter
  - The Romance of a Trained Nurse
  - The Man Who Lost
  - The Stepmother (film, 1910)
  - The Confederate Spy
  - The Feud
  - The Fisherman's Granddaughter
  - The Miser's Child
  - The Girl Thief
  - Her Soldier Sweetheart
  - The Seminole's Trust
  - The Girl and the Bandit
  - The Further Adventures of the Girl Spy
  - The Old Fiddler
  - The Forager
  - The Bravest Girl in the South
  - The Sacred Turquoise of the Zuni
  - The Love Romance of the Girl Spy
  - The Egret Hunter
  - Between Love and Duty
  - The Aztec Sacrifice
  - The Seminole Halfbreeds
  - The Cliff Dwellers
  - Friends
  - The Castaways
  - The Wanderers
  - The Navajo's Bride
  - A Daughter of Dixie
  - A Colonial Belle
  - The Perversity of Fate
  - The Cow Puncher's Sweetheart
  - The Heart of Edna Leslie
  - The Conspiracy of Pontiac
  - The Lad from Old Ireland
  - Seth's Temptation
  - The Little Spreewald Maiden
  - When Lovers Part
  - The Girl Spy Before Vicksburg
  - The Stranger

- 1911
  - For Love of an Enemy
  - Her Chum's Brother
  - The Secret of the Still
  - The Little Sister
  - Grandmother's War Story
  - The Open Road
  - Sailor Jack's Reformation
  - The Irish Honeymoon
  - The Diver
  - A War Time Escape
  - A Sawmill Hero
  - The Lass Who Couldn't Forget
  - By a Woman's Wit
  - In Old Florida
  - The Fiddle's Requiem
  - When the Dead Return
  - The Carnival
  - In Blossom Time
  - Tangled Lives
  - La Forteresse roulante ou l'Attaque du train 62 (The Railroad Raiders of '62)
  - The Little Soldier of '64
  - To the Aid of Stonewall Jackson
  - Hubby's Day at Home
  - The Colonel's Son
  - The Romance of a Dixie Belle
  - Special Messenger
  - Rory O'Mores (Rory O'More)
  - Losing to Win
  - La Colleen Bawn (The Colleen Bawn)
  - The Fishermaid of Ballydavid
  - Among the Irish Fisher Folk
  - The Franciscan Friars of Killarney
  - Un patriote irlandais (Arrah-na-Pogue)

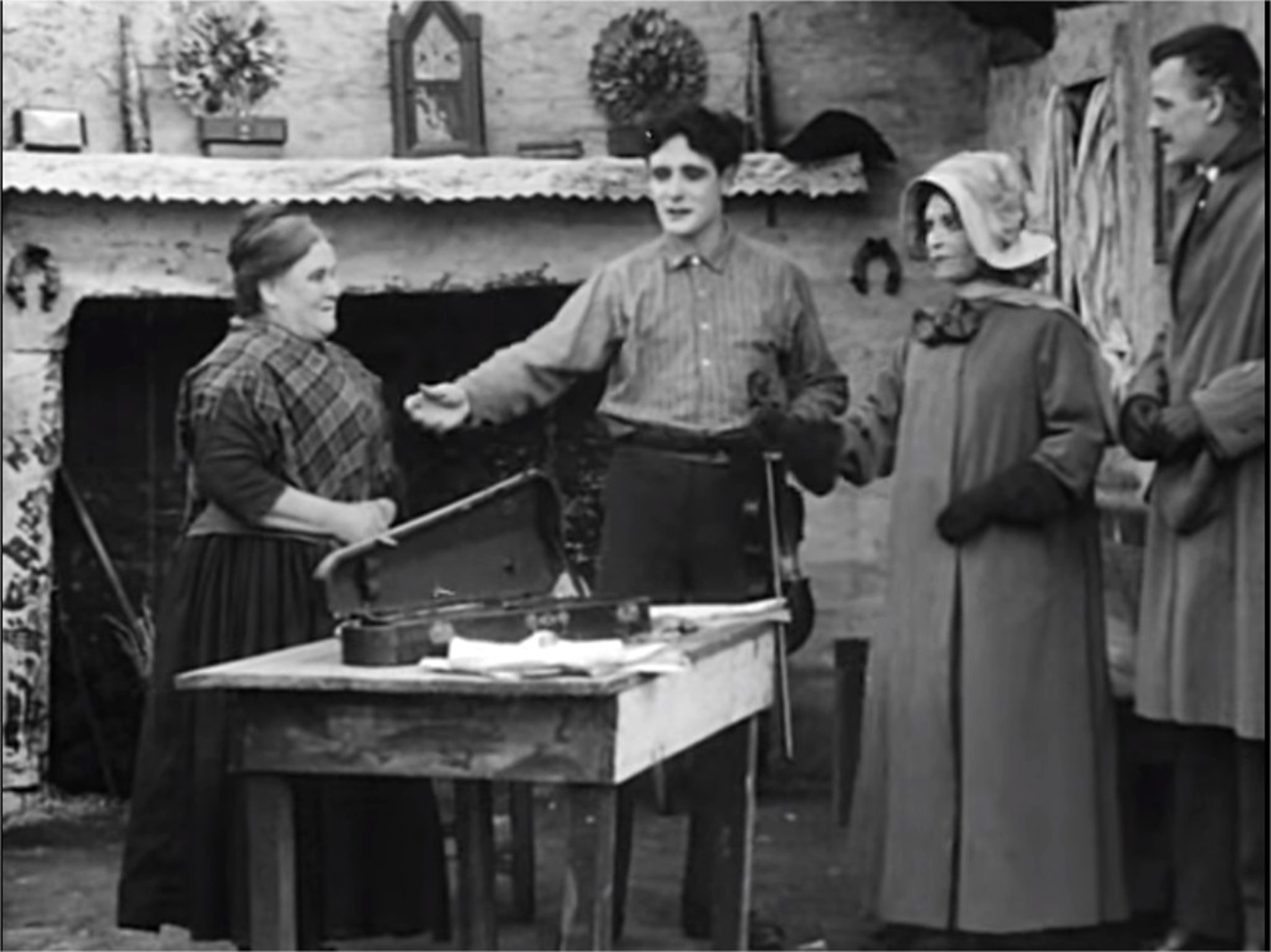
Sa mère

- 1912Sa mère
  - Driving Home the Cows
  - The O'Kalems Visit to Killarney
  - A Southern Boy of '61
  - O'Neill (The O'Neill)
  - Sa mère (His Mother)
  - The Vagabonds
  - Far from Erin's IsleAn Arabian Tragedy
  - You Remember Ellen
  - A Visit to Madeira
  - The Kalemites Visit Gibraltar
  - Along the Mediterranean
  - The Potters of the Nile
  - American Tourists Abroad
  - Egypt the Mysterious

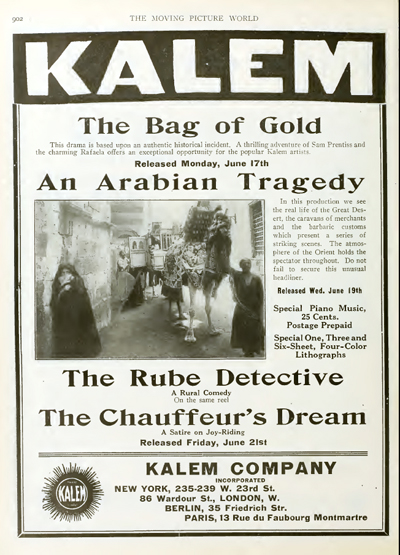
An Arabian Tragedy

  - Egypt as It Was in the Time of Moses
  - The Fighting Dervishes of the Desert
  - Luxor Egypt
  - Missionaries in Darkest Africa
  - Making Photoplay in Egypt
  - A Pet of the Cairo Zoo
  - An Arabian Tragedy
  - Captured by Bedouins
  - Une tragédie du désert (Tragedy of the Desert)
  - Winning a Widow
  - Les Sports en Égypte (Egyptian Sports)
  - A Prisoner of the Harem
  - Un jour à Jérusalem (Easter Celebration at Jerusalem)
  - Palestine
  - From Jerusalem to the Dead Sea
  - Down Through the Ages
  - The Ancient Port of Jaffa
  - Les Bords du Nil (Along the River Nile)
  - Ancient Temples of EgyptThe Shaughraun
  - The Poacher's Pardon

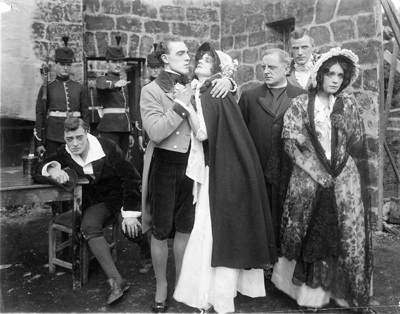
The Shaughraun

  - De la crèche à la croix (From the Manger to the Cross)

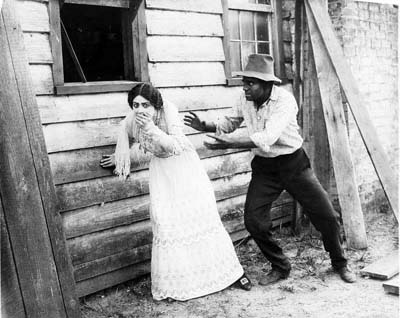
Valentine Grant dans The Ghost of Twisted Oaks.

  - The Kerry Gow
  - The Mayor from Ireland
  - Conway, the Kerry Dancer
  - Ireland, the Oppressed
  - The Shaughraun

- 1913
  - The Wives of Jamestown
  - Lady Peggy's Escape
  - A Daughter of Confederacy
  - The Mystery of Pine Creek Camp
  - When Men Hate
  - In the Power of the Hypnotist
  - In the Clutches of Ku Klux Klan

- 1914Valentine Grant dans The Ghost of Twisted Oaks.

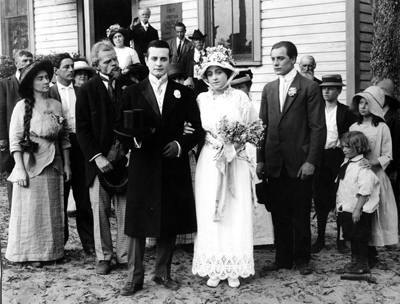
Nan O' the Backwoods

  - For Ireland's Sake
  - Come Back to Erin
  - When Men Would Kill
  - In the Hands of a Brute
  - The Eye of the Government
  - A Mother of Men
  - The Idle Rich
  - Tricking the Government
  - The Little Rebel

- 1915 Nan O' the Backwoods
  - Great Americans Past and Present
  - Famous Men of Today
  - Famous Rulers of the World
  - New York and Its People
  - The Moth and the Flame
  - All for Old Ireland
  - Bold Emmett, Ireland's Martyr
  - The Seven Sisters
  - The Irish in America
  - Nan O' the Backwoods
  - Madame Butterfly
  - The Ghost of Twisted Oaks
  - The Taint

- 1916 Jack J. Clark, Valentine Grant et Sidney Olcott dans The Innocent Lie
  - My Lady Incog
  - Peppina (Poor Little Peppina)
  - Diplomacy
  - The Innocent Lie
  - The Smugglers
  - The Daughter of MacGregor

- 1918
  - The Belgian

- 1919

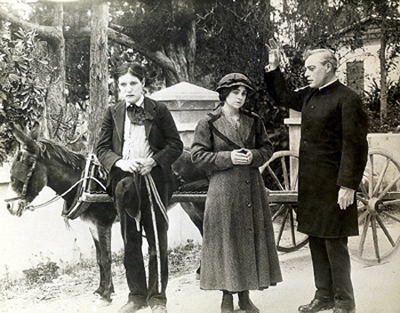
Jack J. Clark, Valentine Grant et Sidney Olcott dans The Innocent Lie

  - L'Impossible Mariage (Marriage for Convenience)

- 1920
  - Scratch My Back

- 1921 The Right Way
  - The Right Way
  - God's Country and the Law
  - Pardon My French

- 1922
  - Timothy's Quest

- 1923 La Déesse rouge
  - Patricia (Little Old New York)

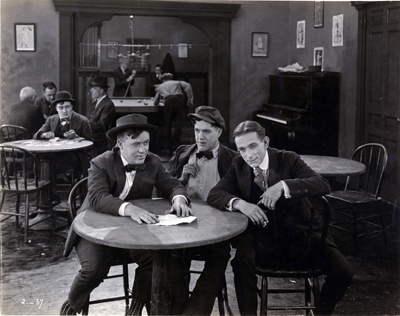
The Right Way

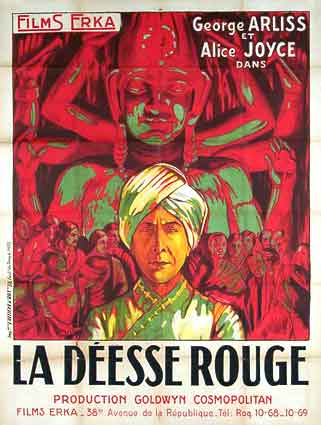
La Déesse rouge

  - La Déesse rouge (The Green Goddess)

- 1924
  - Les Loups de Montmartre (The Humming Bird)
  - Monsieur Beaucaire
  - Son œuvre (The Only Woman)

- 1925
  - Salome of the Tenements
  - La Charmeuse (The Charmer)
  - Not So Long Ago
  - The Best People

- 1926
  - Ranson's Folly
  - Un gentleman amateur (The Amateur Gentleman)
  - Sous le regard d'Allah (The White Black Sheep)

- 1927
  - The Claw

### Comme acteur
- 1905 : 2 A. M. in the Subway
- 1907 : Pony Express
- 1909 : The Old Soldier's Story
- 1909 : Tis an Ill Wind That Blows No Good
- 1910 : The Deacon's Daughter
- 1910 : The Lad from Old Ireland : Terry O'Connor
- 1910 : The Little Spreewald Maiden
- 1911 : The Irish Honeymoon
- 1911 : La Forteresse roulante ou l'Attaque du train 62 : capitaine Andrews
- 1911 : La Colleen Bawn (The Colleen Bawn) : Danny Mann
- 1911 : Un patriote irlandais (Arrah-na-Pogue) : Shaun the Post
- 1912 : O'Neill (The O'Neill)
- 1912 : From the Manger to the Cross : l'aveugle soigné par le Christ
- 1912 : The Kerry Gow
- 1912 : Ireland, the Oppressed
- 1912 : The Shaughraun : Conn
- 1913 : Lady Peggy's Escape
- 1915 : All for Old Ireland
- 1915 : Bold Emmett, Ireland's Martyr

### Comme scénariste
- 1909 : The Old Soldier's Story
- 1909 : The Cardboard Baby
- 1910 : The Indian Scout's Vengeance
- 1910 : Her Indian Mother

### Comme producteur
- 1918 : The Belgian
- 1924 : Monsieur Beaucaire

## Cinématographie
- Philippe Baron, Première Passion production : Vivement lundi!, 2010
- Peter Flynn et Tony Tracy, Blazing the Trail